# Завршје (Сибињ)
Завршје је насељено место у саставу општине Сибињ у Бродско-посавској жупанији, Република Хрватска.

## Историја
До територијалне реорганизације у Хрватској налазило се у саставу старе општине Славонски Брод.

## Становништво
На попису становништва 2011. године, Завршје је имало 362 становника.

## Попис1991.
На попису становништва 1991. године, насељено место Завршје је имало 348 становника, следећег националног састава:
| Попис 1991.‍ | Попис 1991.‍ | Попис 1991.‍ | Попис 1991.‍ | Попис 1991.‍ |
| ----------- | ----------- | ----------- | ----------- | ----------- |
|             |             |             |             |             |
| Хрвати      | Хрвати      |             | 322         | 92,52%      |
| Југословени | Југословени |             | 11          | 3,16%       |
| Срби        | Срби        |             | 11          | 3,16%       |
| Украјинци   | Украјинци   |             | 3           | 0,86%       |
| непознато   | непознато   |             | 1           | 0,28%       |
| укупно: 348 |             |             |             |             |